# 斯坦內曼島
斯坦內曼島（英語：Steinemann Island），是南極洲的島嶼，位於阿德萊德島東北岸，處於弗蘭山西南面18公里，根據美國探險隊拍攝的空中照片繪入地圖，現時由南極條約體系管理。